# Donovan Donaldson
Donovan Donaldson (nacido el 1 de octubre de 1996 en Nashville, Tennessee) es un jugador profesional estadounidense de baloncesto, que mide 1,85 metros y actualmente juega en la posición de base para el Salon Vilpas de la Korisliiga finalndesa.

## Profesional
Es un base con formación universitaria estadounidense que jugó durante dos temporadas en los Trevecca Nazarene Trojans de la NCAA II desde 2015 a 2017 y otras dos temporadas con los Tusculum Pioneers desde 2017 a 2019.
Tras no ser drafteado en 2019, llega a Europa para jugar en el KK Gostivar 2015 de la Makedonska Prva Liga, en el que promedia 16,88 puntos en 17 partidos disputados.
En la temporada 2020-21, se marcha a Hungría para jugar en las filas del Jaszberenyi KSE de la Nemzeti Bajnokság I/A, en el que disputa 21 partidos promediando 13,57 puntos.
Más tarde, en la misma temporada juega en el ZTE KK de la Nemzeti Bajnokság I/A, en el que disputa 10 partidos promediando 21,60 puntos.
El 22 de julio de 2021, firma por el Skyliners Frankfurt de la Basketball Bundesliga.